# ويلينهم (كامبريدجشير)
ويلينهم (بالإنجليزية: Willingham, Cambridgeshire)‏ هي قرية و أبرشية مدنية تقع في المملكة المتحدة في إنجلترا. يقدر عدد سكانها بـ 3,900 نسمة .